# Commission de la vérité et de la réconciliation (Afrique du Sud)
Pour un article plus général, voir commission de vérité et de réconciliation.
La Commission de la vérité et de la réconciliation (CVR) en Afrique du Sud a été créée par le Promotion of National Unity and Reconciliation Act du 19 juillet 1995, sous la présidence de Nelson Mandela qui avait accédé au pouvoir l'année précédente au cours d'un processus de transition démocratique visant à mettre fin à l'apartheid et à la domination de la minorité blanche en Afrique du Sud.
Cette expérience de justice restaurative est, à sa création, présidée par Mgr Desmond Tutu. Se déroulant d'avril 1996 à octobre 1998, son but principal est de recenser toutes les violations des droits de l'homme commises depuis le massacre de Sharpeville en 1960, en plein apogée de la politique d'apartheid initiée en 1948 par le gouvernement sud-africain, afin de permettre une réconciliation nationale entre les victimes et les auteurs d'exactions.
En 1991, le président Frederik de Klerk avait créé la Commission Goldstone, afin d'enquêter sur les actes de violence policière probables, et effectifs, qui ont eu lieu entre 1991 et les premières élections générales au suffrage universel non racial.

## Fonctionnement de la Commission
L'objet de cette commission concerne les crimes et les exactions politiques commis non seulement au nom du gouvernement sud-africain, mais aussi les crimes et exactions commis au nom des mouvements de libération nationale (African National Congress, Congrès panafricain d'Azanie, etc.).
Comme pour la plupart des commissions de vérité et réconciliation ultérieures, les victimes doivent témoigner devant la Commission. Sa spécificité consiste néanmoins à obtenir une amnistie pleine et entière des crimes commis en échange de leur confession publique. Ce mécanisme vise non seulement à permettre l'élaboration d'une unité et d'une histoire nationale, mais aussi à permettre de dévoiler la vérité sur des crimes dont seuls les auteurs avaient connaissance (ce qui était pertinent en particulier pour les crimes commis par les services de sécurité, et dont les victimes étaient mortes).
Afin de favoriser les confessions publiques, des menaces de poursuites judiciaires sont instaurées en cas de refus d'aveu des crimes commis. Cependant, la plupart de ceux qui seront inculpés devant les tribunaux seront aussi acquittés pour insuffisance de preuves, ou au motif du respect du principe de hiérarchie et de l'obéissance aux ordres (ce fut le cas du ministre de la Défense Magnus Malan et de Wouter Basson, « le docteur la mort »). Les audiences étaient filmées et diffusées à la télévision.

## Audiences
La première réunion de la commission a lieu officiellement le 16 décembre 1995 dans la résidence du quartier chic de Bishopscourt du Cap de Mgr Desmond Tutu, archevêque et prix Nobel de la paix. Outre Desmond Tutu, elle rassemble seize autres commissaires, des personnalités issues de la société civile (avocats, médecins, religieux issus de toutes les communautés). La première audience de la CVR se tient dans la mairie d'East London le 15 avril 1996 et ses travaux se prolongent durant deux ans, jusqu'en octobre 1998. Ses enquêtes concernent une période allant du 1er mars 1960 au 10 mai 1994, les témoignages au cours des audiences révèlent les horreurs commises par des policiers, des militaires et des mercenaires plus ou moins télécommandés, n'épargnant pas l'ANC. C'est ainsi, selon Desmond Tutu, que certains auteurs de crimes avouent et déclarent vouloir réparer leurs torts, et que de nombreuses victimes ont pu pardonner. Certains anciens ministres, comme Adriaan Vlok ou Piet Koornhof, ont exprimé des regrets pour certains de leurs actes commis au nom de la défense de l'apartheid, tandis que l'ancien président Frederik de Klerk affirme pour sa part que jamais la torture n'a été encouragée ou couverte par les gouvernements successifs. Son témoignage est contredit par Eugene de Kock, le « fléau de Dieu ».
Du côté des membres des mouvements de libération nationale, un très grand nombre d'entre eux ont avoué des crimes, comme Aboobaker Ismail organisateur de l'attentat à la voiture piégée à Pretoria en 1983, ou les membres de l'Armée de libération du peuple azanien responsables du massacre de l'église Saint James en 1993, en échange de l'amnistie. Certains étaient déjà derrière les barreaux manifestant une asymétrie évidente entre ceux-ci et les membres des services de sécurité non inculpés.
Le 28 février 1997, le comité d'amnistie de la commission accorde l'amnistie à 37 anciens responsables de l'ANC, dont Thabo Mbeki, Aboobaker Ismail (commandant des opérations spéciales de Umkhonto we Sizwe devenu après 1994 officier général dans l'armée sud-africaine et chef de la police) et Dullah Omar (alors ministre de la Justice). Cette amnistie provoque un tollé chez les anciens partisans de l'apartheid qui saisissent la Haute-Cour de Justice, laquelle annule la décision en mai 1998. Au total, la commission a accordé 879 amnisties sur 7 112 demandes.

## Rapports
Le premier rapport de 6 tomes de la Commission, qui a entendu 22 000 victimes et 7 000 tortionnaires, est remis par Mgr Desmond Tutu au président Nelson Mandela le 29 octobre 1998. Il épingle l'absence de remords ou d'explications de certains anciens hauts responsables gouvernementaux comme les anciens présidents Pieter Botha, Frederik de Klerk ou le ministre Magnus Malan, mais aussi le comportement de certains chefs de l'ANC, notamment dans les camps d’entraînement d'Angola et de Tanzanie. Ce rapport a été fraîchement accueilli aussi bien par l'ANC que par le successeur du Parti national.
Le rapport final de cinq volumes, publié en 2002, contient 250 recommandations, parmi lesquelles « une politique substantielle de réparation pour les victimes qui prévoit des indemnisations financières pour chacune d'elles, ainsi que l'édification de monuments publics commémorant la souffrance des victimes ». En 2003, le président de la République sud-africaine Thabo Mbeki annonce que le gouvernement indemnisera 30 000 rands (3 800 dollars) chacune des 22 000 victimes de l'apartheid qui se sont exprimées lors des audiences de cette commission.

## Analyses
La CVR d'Afrique du Sud a fourni le modèle des commissions ultérieures, dans d'autres pays, qu'il soit imité ou contesté. Elle a fait l'objet de nombreuses analyses. Volker Nehrlich (2006) souligne par exemple la faible coordination entre la CVR et le Bureau du procureur, conduisant à ce que bien peu de suspects ayant refusé d'avouer leurs crimes soient poursuivis.